# Филдс, Джеки
Джеки Филдс (англ. Jackie Fields, имя при рождении — Яков Финкельштейн (англ. Jacob Finkelstein), 9 февраля 1908, Чикаго, Иллинойс — 3 июня 1987, Лос-Анджелес, Калифорния) — американский боксёр, олимпийский чемпион 1924 года и двукратный чемпион мира среди профессионалов (1929 и 1932). В рейтинге BoxRec Джеки Филдс занимает 29-е место среди боксёров полусреднего веса всех времён. Самый молодой чемпион за всю историю современного олимпийского движения. Был избран в Зал славы бокса United Savings-Helms (англ. United Savings-Helms Hall of Boxing Fame) в 1972 году, Международный еврейский спортивный зал славы в 1979 году, Всемирный боксёрский зал славы (англ. World Boxing Hall of Fame) в 1987 году, и Международный зал боксёрской славы в 2004 году.

## Жизнь до бокса
Джеки Филдс родился в Чикаго, штат Иллинойс, США 9 февраля 1908 года в еврейской семье под именем Яков Финкельштейн. Первые годы своей жизни провёл в еврейском районе Чикаго. Позже, когда его отец заболел туберкулёзом, семья переехала в Лос-Анджелес, где, примерно в 1921 году, Джеки и стал заниматься боксом в Los Angeles Athletic Club. Согласно легенде, Яков Финкельштейн взял себе новую фамилию в честь боксёра по имени Марти Филдс.

## Любительская карьера
На протяжении любительской карьеры Филдс участвовал в 54 боях, выиграв 51 из них. Право представлять американский бокс на летних Олимпийских играх в Париже он завоевал на предолимпийских соревнованиях Любительского спортивного союза США, сумев, несмотря на сломанную руку, дойти до полуфинала, что обеспечило ему место в олимпийской сборной в качестве запасного. Во время плавания во Францию завоевал право быть основным участником Олимпиады, победив двух других претендентов.
В 1924 году в возрасте 16 лет выиграл золотую медаль Олимпиады в Париже в полулёгком весе (-57,2 кг / 126 фунт). На пути к победе, Филдс победил по очкам ирландца Мосси Дойла, датчанина Олафа Хансена, чилийца Карлоса Абарку, аргентинца Педро Квартуччи и американца Джозефа Саласа.

## Профессиональная карьера
В 1925 году перешёл в профессионалы, где выступал в полусреднем весе. Филдс быстро добился известности, победив ряд сильных боксёров, таких как Муши Каллахан, «Сержант» Сэмми Бейкер (англ. "Sergeant" Sammy Baker), Винс Данди и Джек Цивик. 25 марта 1925 года Филдс в Чикаго победил единогласным решением судей Джека Томпсона в 10-раундовом поединке за вакантный титул чемпиона мира в полусреднем весе по версии Национальной боксёрской ассоциации (НБА).
25 июля 1929 года в Детройте Филдс встретился с 25-летним американским боксёром Джо Данди, чтобы защитить свой чемпионский титул. Филдс был признан победителем во втором раунде после того, как Данди, после пятого нокдауна, применил запрещённый удар, после которого Джеки не смог продолжить бой. Данди, получивший аванс в $50 000 за участие в поединке, утверждал, что фол был непреднамеренным. Сам Филдс заявил, что это был единственный бой, в котором он победил благодаря дисквалификации соперника.
Свой чемпионский титул Филдс потерял 9 мая 1930 года, проиграв по очкам в Детройте в 15-раундовом бою Джеку Томпсону. Во второй раз Джеки Филдс стал чемпионом мира в полусреднем весе по версии НБА 28 января 1932 года, победив в 10-раундовом поединке в родном Чикаго франко-канадца Лу Броилларда. Победа ему была присуждена единогласным решением судей. В том же 1932 году Филдс попал в автомобильную аварию, последствием которой стало отслоение сетчатки. В результате, он потерял зрение в одном глазу, но, желая продолжить карьеру боксёра, скрыл свою травму.
Во второй раз титул Филдс уступил 22 февраля 1933 года в Сан-Франциско, проиграв по очкам Янгу Корбетту III. Уже после боя в раздевалке главный судья Джек Кеннеди признался менеджеру Филдса Джеку Кернсу в том, что совершил ошибку, подняв руку неправильно. Кернс, разозлившись, ударил Кеннеди, отправив его в нокаут. После поражения от Корбетта Филдс провёл только один бой и завершил карьеру из-за травмы глаза.

## Жизнь после бокса
За свою карьеру в профессиональном боксе Филдс заработал около $ 500 000, большая часть которых инвестировал в недвижимость. Но Великая Депрессия разорила бывшего боксёра, заставив его искать работу. Вначале он работал помощника менеджера на киностудии 20th Century Fox. Во второй половине 1930-х годов Филдс был редактором фильмов на MGM. Затем продавал музыкальные автоматы компании Wurlitzer.
С декабря 1940 года стал жить отдельно от жены, Марты, на которой женился 12 августа 1931 года. Но официально они развелись только в мае 1944 года.
В 1949 году стал деловым представителем алкогольной комапании J&B Scotch на Среднем Западе. В конце 1950-х годов Филдс приобрёл пакет акций отеля Tropicana в Лас-Вегасе. Несмотря на то, что через несколько лет он продал свои акции, Джеки остался в отеле на должности директора по связям с общественностью. Также он длительное время был заместителем председателя Атлетической комиссии штата Невада. Некоторое время работал и тренером, в частности, готовил американских боксёров для участия в Маккабиаде 1965 года.
Умер в 1987 году в возрасте 79 лет в Лос-Анджелесе, штат Калифорния, США.